# Seututie 477
Pour les articles homonymes, voir Route 477.
La route régionale 477 (finnois : Seututie 477) est une route régionale allant de Kuusjärvi à Outokumpu jusqu'à Parkumäki à Rantasalmi en Finlande,,.

## Présentation
La seututie 477 est une route régionale de Carélie du Nord.

## Parcours
- Latvalampi
- Sarvikumpu
- Pöytälahti
- Korpivaara
- Viuruniemi
- Myhkylä
- Kuusjärvi